# Officine Nobili
Le Officine Clemente Nobili e fratelli, comunemente note come Officine Nobili, è stata un'azienda di costruzioni bolognese attiva nel XIX secolo. Pur caratterizzate da un'esistenza relativamente breve, rappresentarono un'azienda pionieristica in Italia.
Fondate e dirette dal bolognese Clemente Nobili, tali opifici si specializzarono dapprima nella produzione di mobili e arredi lignei per poi diventare un produttore nazionale di veicoli ferroviari e tranviari, alcuni dei quali esportati anche all'estero in virtù della collaborazione con una multinazionale americana.
Dopo la cessazione dell'azienda, lo stabilimento di Casaralta rimase operativo ancora per oltre un secolo quale importante punto di riferimento nazionale del comparto.

## Settori di attività
Quale continuazione della precedente attività artigiana condotta dal padre, Clemente Nobili indirizzò inizialmente la produzione nella costruzione di mobili e arredi lignei destinati tanto a privati quanto alle pubbliche amministrazioni.
L'attività di costruzione di veicoli ferroviari e tranviari, pur basata sui preesistenti reparti falegnameria, comportò altresì l'impianto di una fonderia, rendendo le Officine Nobili un costruttore sempre più autonomo, in grado di realizzare e assemblare rotabili per conto dei clienti finali in collaborazione con i principali fornitori di equipaggiamenti elettrici dell'epoca.

### Principali veicoli prodotti - prospetto di sintesi
| Tipo                | Committente                                           | Quantità      | Anno      | Note |
| ------------------- | ----------------------------------------------------- | ------------- | --------- | --- |
| Tram                | Società Romana Tramways Omnibus - SRTO                | non accertata | 1898      | Vetture gruppo 200 assemblate in proprio dalla società. |
| Carri merci         | Rete Adriatica - RA                                   | 50            | 1902      | |
| Tram                | Società Romana Tramways Omnibus - SRTO                | 1             | 1902      | Vettura sperimentale 296 a cassa apribile, costruita in proprio. |
| Tram                | Les Tramways de Bologne                               | 55            | 1903-1904 | |
| Rimorchiate         | Les Tramways de Bologne                               | 9             | 1903-1904 | Su telai di vetture preesistenti |
| Tram (prototipo)    | Società Tramvie E Ferrovie Elettriche di Roma - STFER | 3-4           | 1903      | Vetture urbane dette "Le giallette", forse in prestito da Les Tramways de Bologne.                                                                                                  |
| Carri merci         | Rete Adriatica - RA                                   | 20            | 1903      | |
| Carri merci         | Rete Adriatica - RA                                   | 25            | 1903      | |
| Tram                | Les Tramways de Bologne                               | 5             | 1904      | |
| Carri merci         | Rete Mediterranea - RM                                |               | 1904      | |
| Carrozze bagagliaio | Rete Adriatica - RA                                   | 20-30         | 1904      | |
| Tram                | Thomson-Houston, per la rete di Atene                 | alcune decine | 1904-1905 | |
| Tram                | Les Tramways de Bologne                               | 5             | 1905      | |
| Carrozze bagagliaio | Rete Adriatica - RA                                   | 5             | 1905      | |
| Tram                | Società Tramvie E Ferrovie Elettriche di Roma - STFER | 8             | 1905      | Motrici gruppo 30-37 |
| Rimorchiate         | Società Tramvie E Ferrovie Elettriche di Roma - STFER | 8             | 1905      | Rimorchi gruppo 105-112 |
| Tram                | Ferrovie Elettrica di Camerino                        | 4             | 1905      | |
| Locomotori          | Ferrovie Elettrica di Camerino                        | 3             | 1905      | |
| Autobus             | Società Romana Tramways Omnibus - SRTO                | 1             | 1906      | Vano viaggiatori in legno di derivazione tranviaria destinato a un telaio automobilistico Daimler e costituente l'autobus Daimler/Nobili sperimentato a Roma tra il 1906 e il 1910. |
| Carrozze bagagliaio | Rete Mediterranea - RM                                | 25            | 1905-1906 | |
| Carri merci         | Ferrovie dello Stato - FS                             | 80            | 1906      | Fornitura suddivisa in quattro lotti |
| Tram                | Unione Italiana Tranvie Elettriche - UITE (Genova)    | 30            | 1906      | |
| Rimorchiate         | Unione Italiana Tranvie Elettriche - UITE (Genova)    | 30            | 1906      | |

## Storia

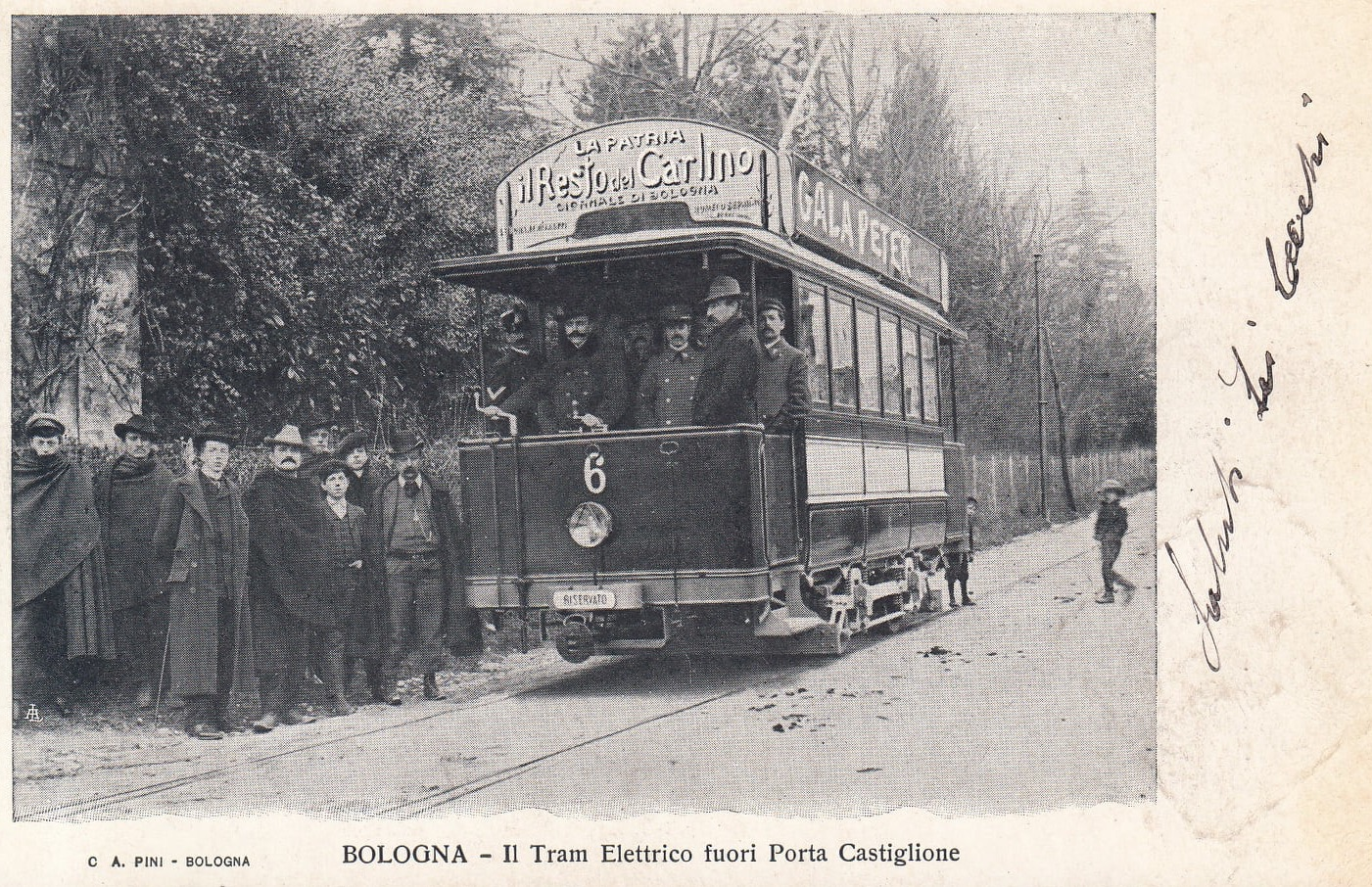
Collaudo di un tram a Bologna, con a bordo Clemente Nobili

Alla morte di Eugenio Nobili, avvenuta nel settembre 1866 questi lasciò in eredità ai figli una bottega artigianale di falegnameria: tale l'attività, la cui direzione fu presa in mano dal figlio maggiore, Clemente, diede origine alla Clemente Nobili e fratelli

### Espansione nel settore degli arredi
Il clima politico post risorgimentale contribuì in quegli anni ad alimentare il mercato del mobile e degli arredi lignei, consentendo ai fratelli Nobili di realizzare numerose forniture per il Comune di Bologna, fra cui Palazzo d'Accursio. Tali lavori indussero Clemente Nobili ad acquistare un terreno adiacente al torrente Ravone edificandovi il primo nucleo di uno stabilimento che venne in seguito via via ampliato.
Gli anni ottanta del XIX secolo portarono ad un'ulteriore espansione degli affari, con forniture oltre ai confini comunali come nel caso degli arredi per il tribunale di Urbino, e la costituzione della collegata Nobili e Morello di Porretta, che assicurava alla Clemente Nobili e fratelli la fornitura delle materie prime. In tale periodo la Fratelli Nobili partecipò quale fornitore al costruendo Istituto ortopedico Rizzoli incrementando il fatturato e la necessità di manodopera al punto tale da rendere necessario il trasferimento in una nuova sede.

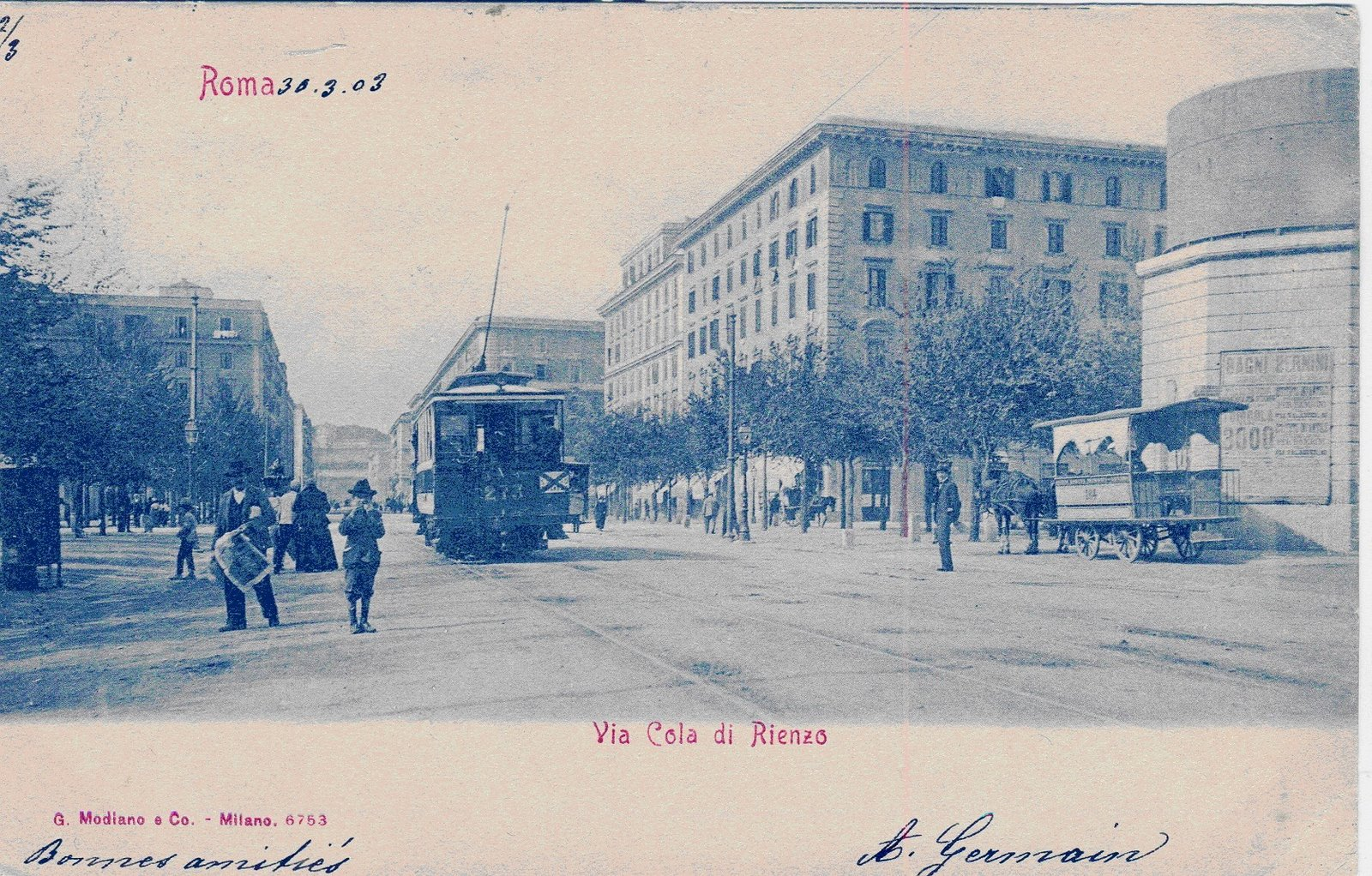
Una delle vetture a terrazzini aperti della rete di Roma, in parte allestite con la collaborazione delle Officine Nobili

Il 14 aprile 1895 fu siglato il rogito notarile con il quale Clemente Nobili acquistò un fondo in località Casaralta, posto fuori dalla cinta daziaria e limitrofo alla via Ferrarese lungo la quale era presente il binario comune alle tranvie Bologna-Pieve di Cento e Bologna-Malalbergo; nel terreno vennero edificati sia il nuovo stabilimento sia la palazzina padronale nella quale la famiglia si trasferì..

### Il mercato ferrotranviario
Il mercato della costruzione di veicoli tranviari da parte di costruttori locali ebbe proprio allora un forte impulso grazie all'introduzione dei tram elettrici, fenomeno che favoriva la costituzione di imprese che fungevano da assemblatori di veicoli con componenti tecnologiche (telai, motori, sistemi di controllo) forniti dalle grandi società multinazionali americane ed europee del settore. Le officine Nobili non fecero eccezione e a partire dal 1895 la Società Romana Tramways Omnibus (SRTO) attuò la costruzione di alcune vetture tranviarie su licenza Thomson-Houston, operazione cui le Officine Nobili contribuirono fornendo parti delle casse e degli arredi; per far fronte alle commesse acquisite nella Capitale, sotto la guida del fratello di Clemente, Cleto, proprio a Roma venne realizzato un sito produttivo.
Nel 1902 Nobili stipulò con la Società italiana per le strade ferrate meridionali, della quale da tempo era fornitore, un contratto per la costruzione di carri merci per la Rete Adriatica, consolidando ulteriormente la presenza sul mercato nazionale.

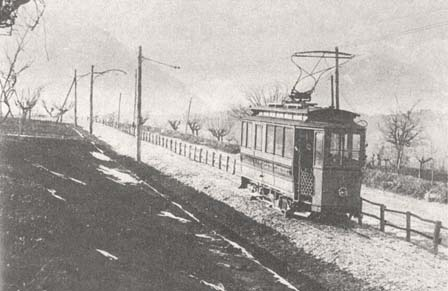
Elettromotrice della Castelraimondo-Camerino a Fornacette, nel 1906

In occasione dell'elettrificazione della rete tranviaria di Bologna, gestita dalla società di diritto belga Les Tramways de Bologne, la collaborazione già in atto fra le Officine Nobili e il principale operatore del settore, la già citata società americana Thomson-Houston consentì di ottenere la fornitura di sessantacinque tram e nove vetture rimorchiate, queste ultime ricavate dalla trasformazione di vetture a cavalli; l'intero parco fu consegnato entro l'inizio del 1905.
La nazionalizzazione delle ferrovie, attuata in Italia nel 1905 con la fondazione delle Ferrovie dello Stato, comportò la pianificazione di ingenti investimenti nel rinnovo del parco che l'orientamento politico dell'epoca portò a indirizzare gli stessi verso l'industria nazionale, ivi comprese le Officine Nobili che acquisirono un primo ordinativo di venti carri merci nell'ottobre dello stesso anno.
Frattanto le forniture dell'azienda bolognese avevano superato i confini nazionali grazie a un ingente quantitativo di tram forniti alla Thomson-Houston e destinati alla rete urbana di Atene; ulteriori vetture tranviarie vennero costruite per le tranvie dei Castelli Romani e per la ferrovia Camerino-Castelraimondo; per quest'ultima furono approntate sette vetture a scartamento ridotto, le prime di tale genere per la Fratelli Nobili che poco dopo ottenne una commessa per la costruzione di tram per la rete urbana di Genova; quest'ultima si concretizzò nella consegna nel 1906 delle trenta vetture numerate 221-250 lunghe otto metri ed equipaggiate con azionamenti elettrici AEG accoppiate ad altrettante rimorchiate di analoghe dimensioni numerate 465-494.

### Il rapido declino

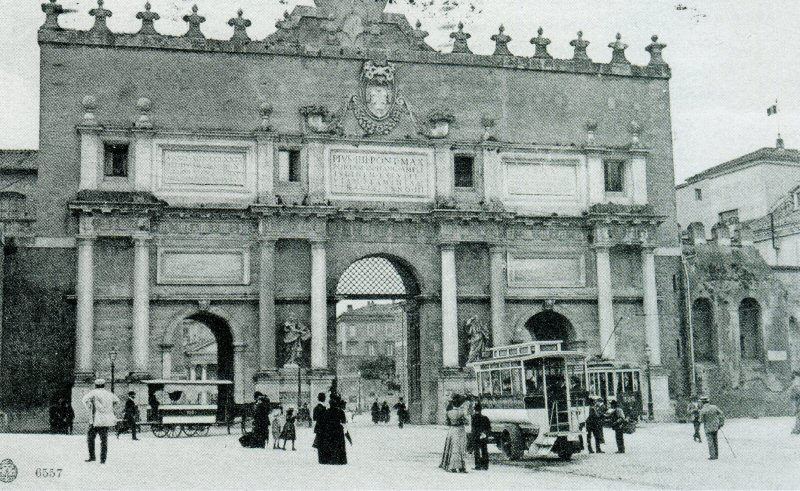
Autobus su telaio Daimler con cassa viaggiatori costruita dalla Nobili.

Una serie di scioperi dei lavoratori del comparto del legno scoppiati nella primavera del 1906 minò la tranquillità della vita aziendale, la quale mutò bruscamente il 19 aprile di tale anno, giorno della morte di Clemente Nobili che aveva allora 67 anni.
Seguirono mesi difficili per gli eredi, alle prese con una successione tormentata da scioperi ripetuti che indussero alla decisione di vendere l'intera azienda. Questa fu acquistata dalle Officine Meccaniche Reggiane di Reggio Emilia, che proprio in quel periodo stavano vivendo una forte espansione, portando alla definitiva scomparsa del marchio "Clemente Nobili & Fratelli".
Lo stabilimento bolognese rimase peraltro in attività ancora per oltre un secolo, dapprima come Succursale delle "Reggiane" e infine, dopo alterne vicende, come Officine di Casaralta, le cui attività cessarono nel 2010 sotto la gestione Firema.

## Dati societari
Costituita nel 1866 alla morte di Eugenio Nobili, che aveva a sua volta costituito il proprio laboratorio di falegnameria nel 1849, nel 1898, con l'ingresso nella società dei figli di Clemente, l'azienda assunse la forma di società a nome collettivo, con un capitale sociale di 5000 Lire più beni mobili e immobili per altre 2000 Lire. Da una pubblicazione statistica del Ministero di agricoltura, industria e commercio dell'epoca si evince che presso lo stabilimento della Clemente Nobili e Fratelli nell'anno 1899 erano impiegati 65 operai e per la prima volta la produzione viene allargata alla costruzione di "Carrozze per ferrovie a scartamento ridotto e tramways".
Nel 1902 gli operai risultavano 40 e risale a tale anno la prima vertenza sindacale che portò a uno sciopero generale degli stessi.
Nel periodo successivo si ebbe un nuovo ampliamento dello stabilimento di Casaralta, grazie anche all'acquisizione di un lotto di terreno adiacente allo stesso e oggetto di lavori di sbancamento, e l'aumento delle maestranze che passarono a 140 nel 1904 e a 340 nel 1906.